# Henri Bellechose

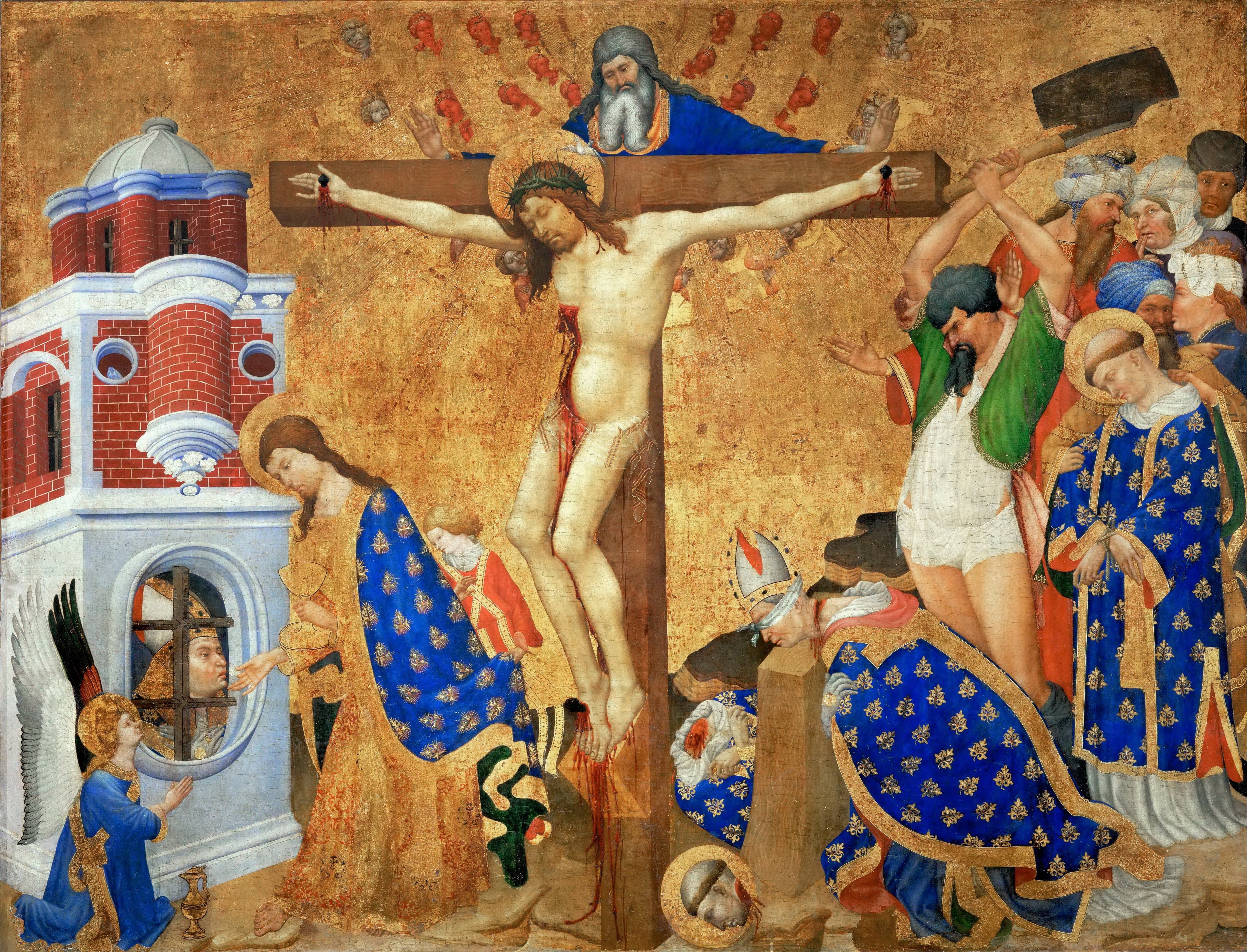
Retable de Saint-Denis, Musée du Louvre

Henri Bellechose est un peintre originaire du Brabant qui fut actif à Dijon entre 1415 et 1430.

## Biographie
Attaché à la cour des ducs de Bourgogne entre 1415 et 1440, Henri Bellechose travailla le plus souvent à Dijon. En 1415, étant peintre de la cour de Jean sans Peur, il fut chargé d'exécuter des peintures pour la Chartreuse de Champmol. Après la mort de Jean, il travaille pour Philippe le Bon, mais est peu à peu délaissé, le duc lui préférant le peintre Jan van Eyck.

## Œuvres

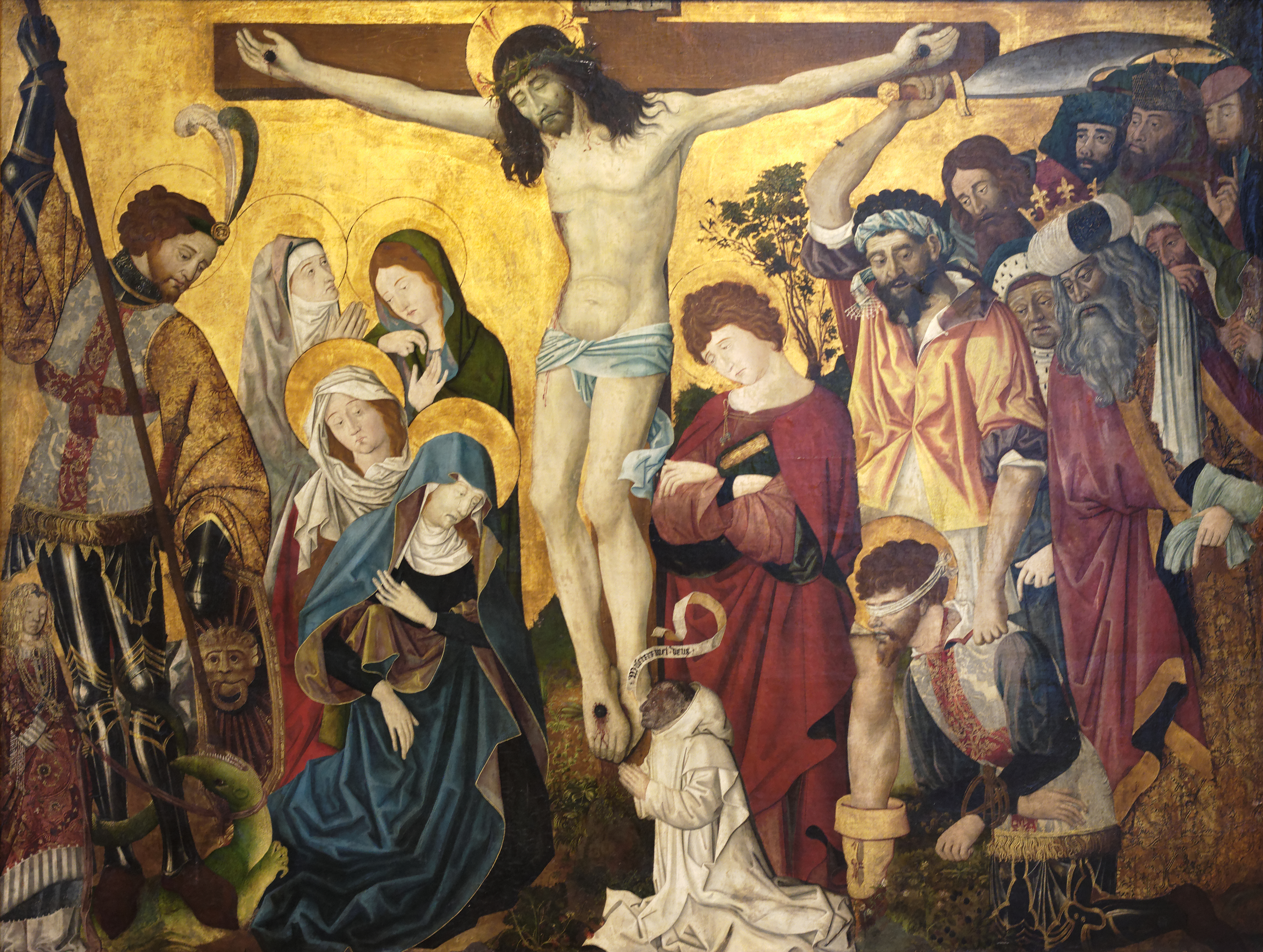
Retable de Saint Georges avec un moine chartreux, 1416. Musée des beaux-arts de Dijon

- Retable de saint Denis (1416), tempera et or sur toile montée sur bois, commandé par Philippe le Hardi pour l'église de la chartreuse de Champmol, huile sur bois, 161 × 210 cm, Musée du Louvre, Paris[2].
- La Vie de saint Denis et La Mort de la Vierge (1415), Chartreuse de Champmol, Dijon
- Retable de Saint Georges avec un moine chartreux (1416). Musée des beaux-arts de Dijon